# Mimexocentrus medioalbus
Mimexocentrus medioalbus là một loài bọ cánh cứng trong họ Cerambycidae.